# Jalapa, Tabasco
Jalapa är en ort i Mexiko.   Den ligger i kommunen Jalapa och delstaten Tabasco, i den sydöstra delen av landet, 700 km öster om huvudstaden Mexico City. Jalapa ligger 16 meter över havet och antalet invånare är 5 025.
Terrängen runt Jalapa är mycket platt. Runt Jalapa är det ganska tätbefolkat, med 52 invånare per kvadratkilometer. Närmaste större samhälle är Río de Teapa, 11,5 km nordväst om Jalapa. Trakten runt Jalapa består till största delen av jordbruksmark.